# Golvanorhynchus golvani
Golvanorhynchus golvani is een soort haakworm uit het geslacht Golvanorhynchus. De worm behoort tot de familie Diplosentidae. Golvanorhynchus golvani werd in 1978 beschreven door R. Magalhães Pinto, Sueli P. de Fabio & Dely Noronha.